# Светленькое
Светленькое (укр. Світленьке) — село, относится к Белокуракинскому району Луганской области Украины.
Население по переписи 2001 года составляло 84 человека. Почтовый индекс — 92231. Телефонный код — 6462. Занимает площадь 0,58 км². Код КОАТУУ — 4420987706.

## Местный совет
92230, Луганская обл., Белокуракинский р-н, с. Просторное